# Tirimia, Mureș
Tirimia (în maghiară Nagyteremi) este un sat în comuna Gheorghe Doja din județul Mureș, Transilvania, România.

## Geografie
Tirimia – localitate situată în centrul Podișului Transilvaniei, în județul Mureș, pe râul Niraj, aproape de confluența acestuia cu Mureșul lângă localitatea Ungheni. Satul se învecinează cu satele: Văidăcuța, Satu-Nou, Cerghid, Cerghizel, Leordeni și Ilieni.

## Demografie
Populația este eterogenă, alcătuită din români (cca. 77 %), maghiari (cca. 17 %) și alte naționalități. Principala ocupație a locuitorilor o constituie agricultura (grădinăritul) și creșterea animalelor.

## Economia
Este una predominant agricolă bazată pe cultura plantelor și creșterea animalelor, se practică păstoritul.

## Istoric
Localitatea a fost atestată documentar din secolul al XIV-lea. Denumirea vine din expresia latină “ter emit” – de trei ori cumpărat, probabil datorită prețului mare plătit pentru moșie de către cumpărător. Domeniul a aparținut nobilului maghiar Bethlen Solymosy, care avea reședința într-un castel, parțial demolat după 1945.
Pe Harta Iosefină a Transilvaniei din 1769-1773 (Sectio 142), localitatea a apărut sub numele de „Nagy Teremi”.

## Obiective turistice
- Biserica reformată
- Biserica ortodoxă
- Cripta familiei Bethlen

## Personalități
- Adrian Hidoș (1968-1989), erou al Revoluției din decembrie 1989, căzut la Târgu Mureș

## Imagini

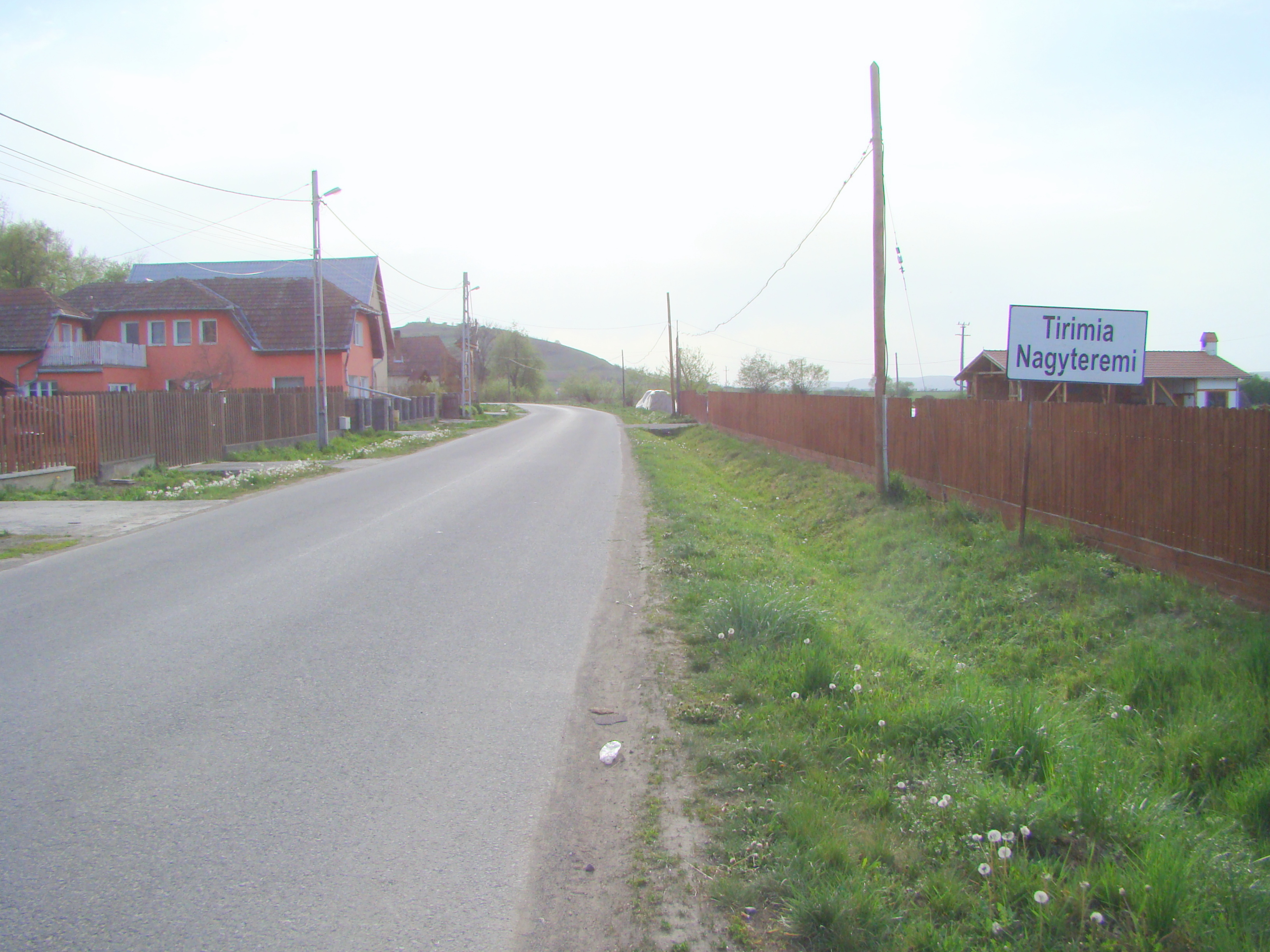
Intrarea în localitate
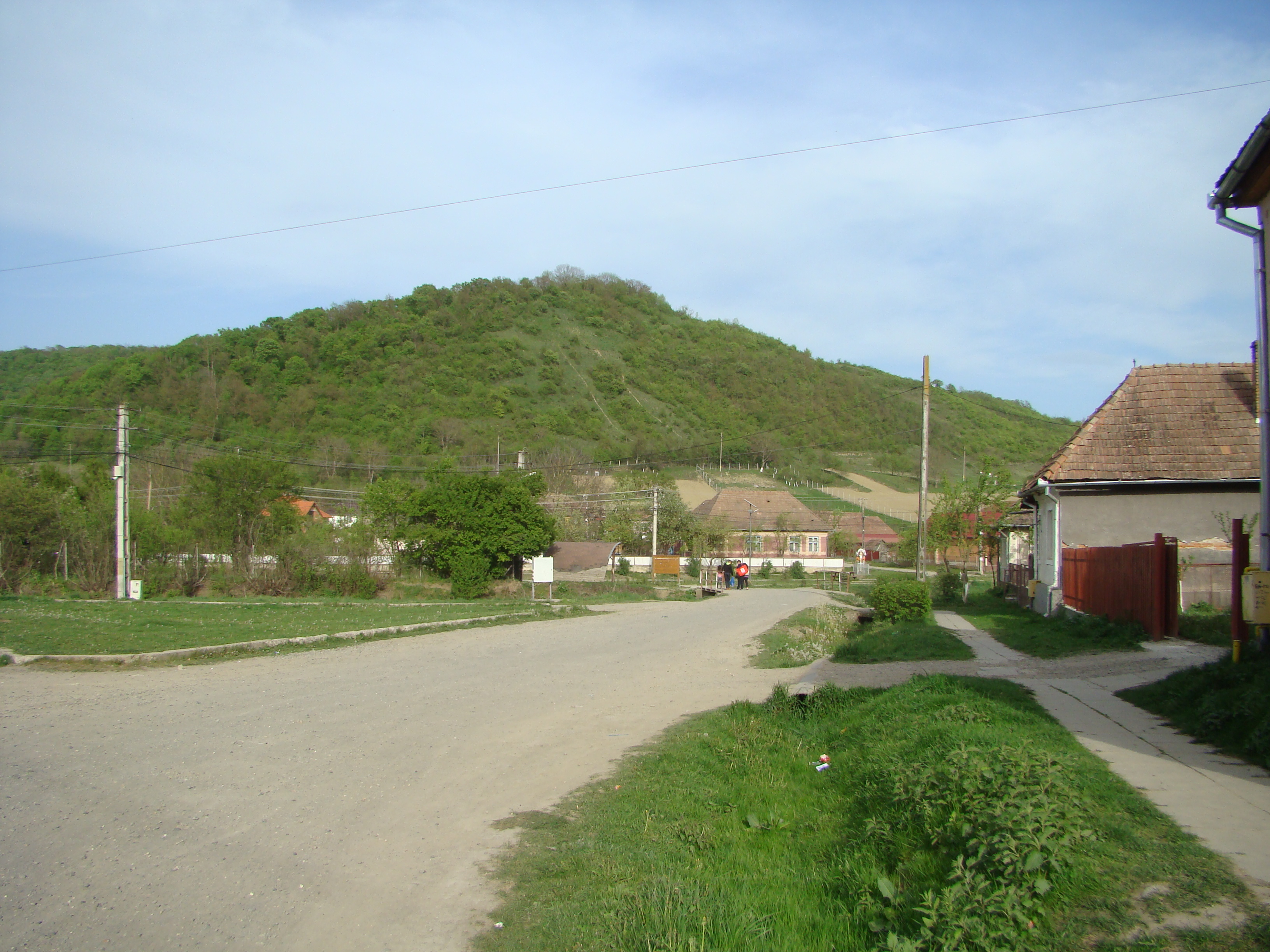
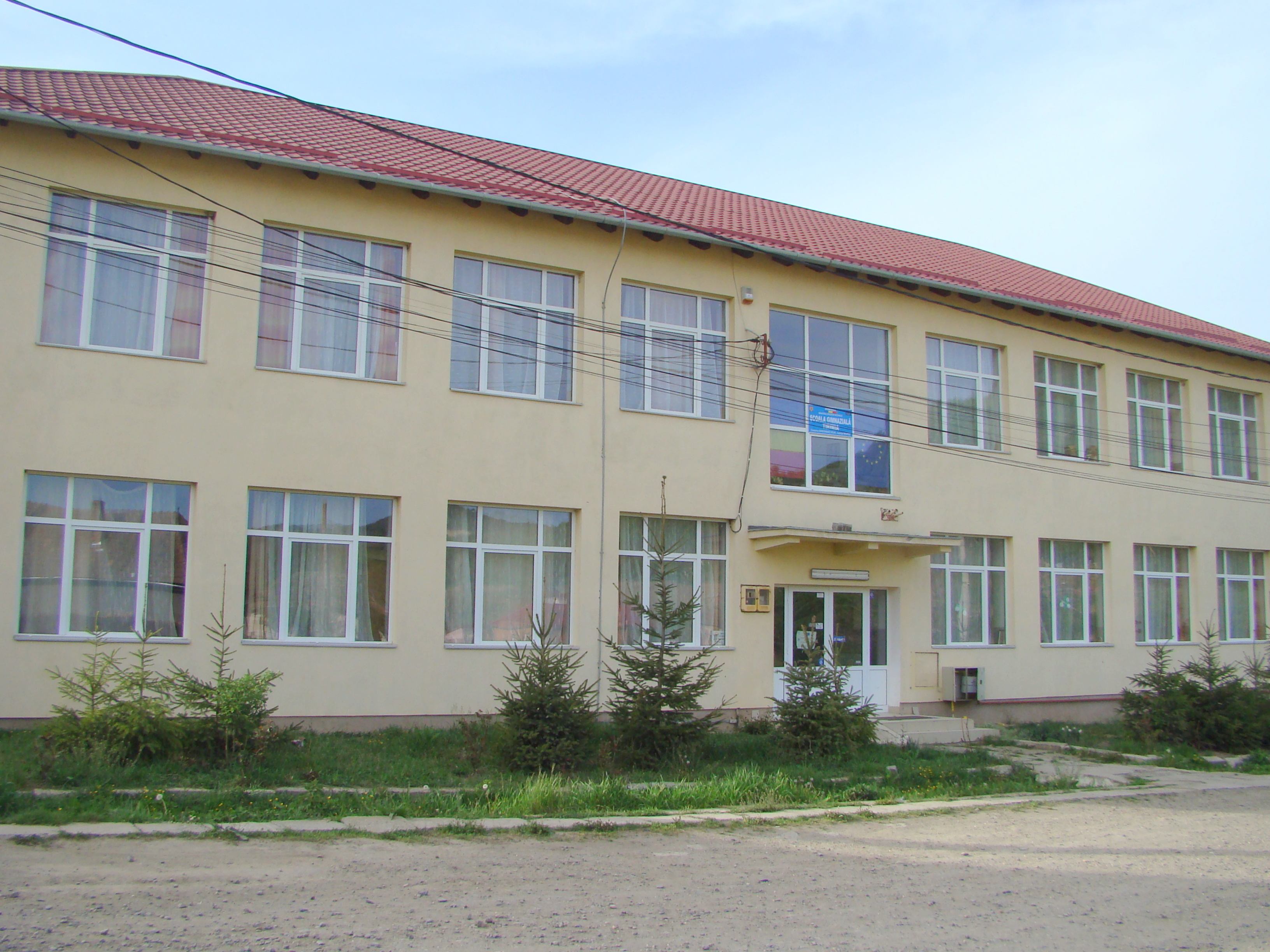
Şcoala
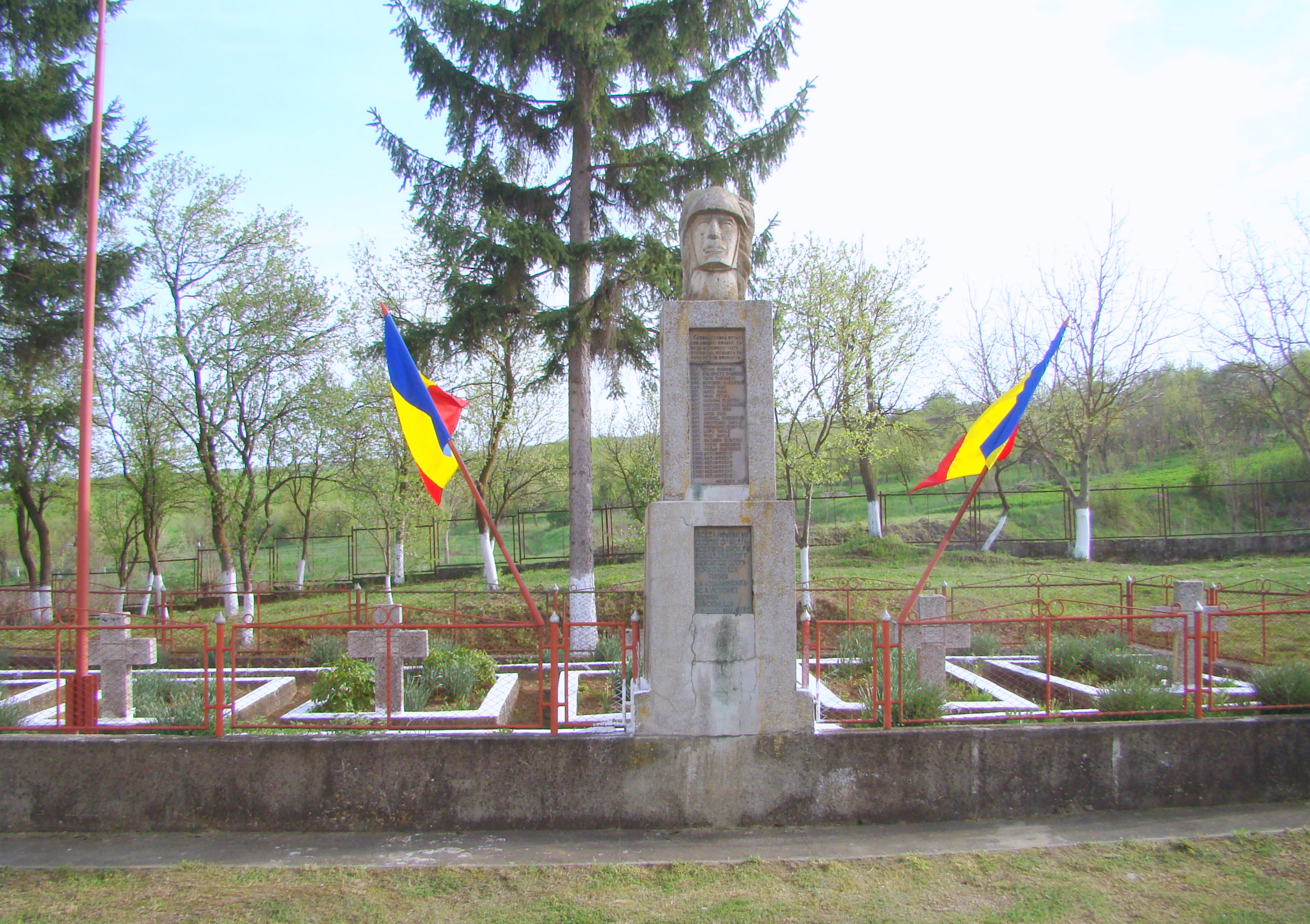
Cimitirul și monumentul eroilor din al doilea război mondial
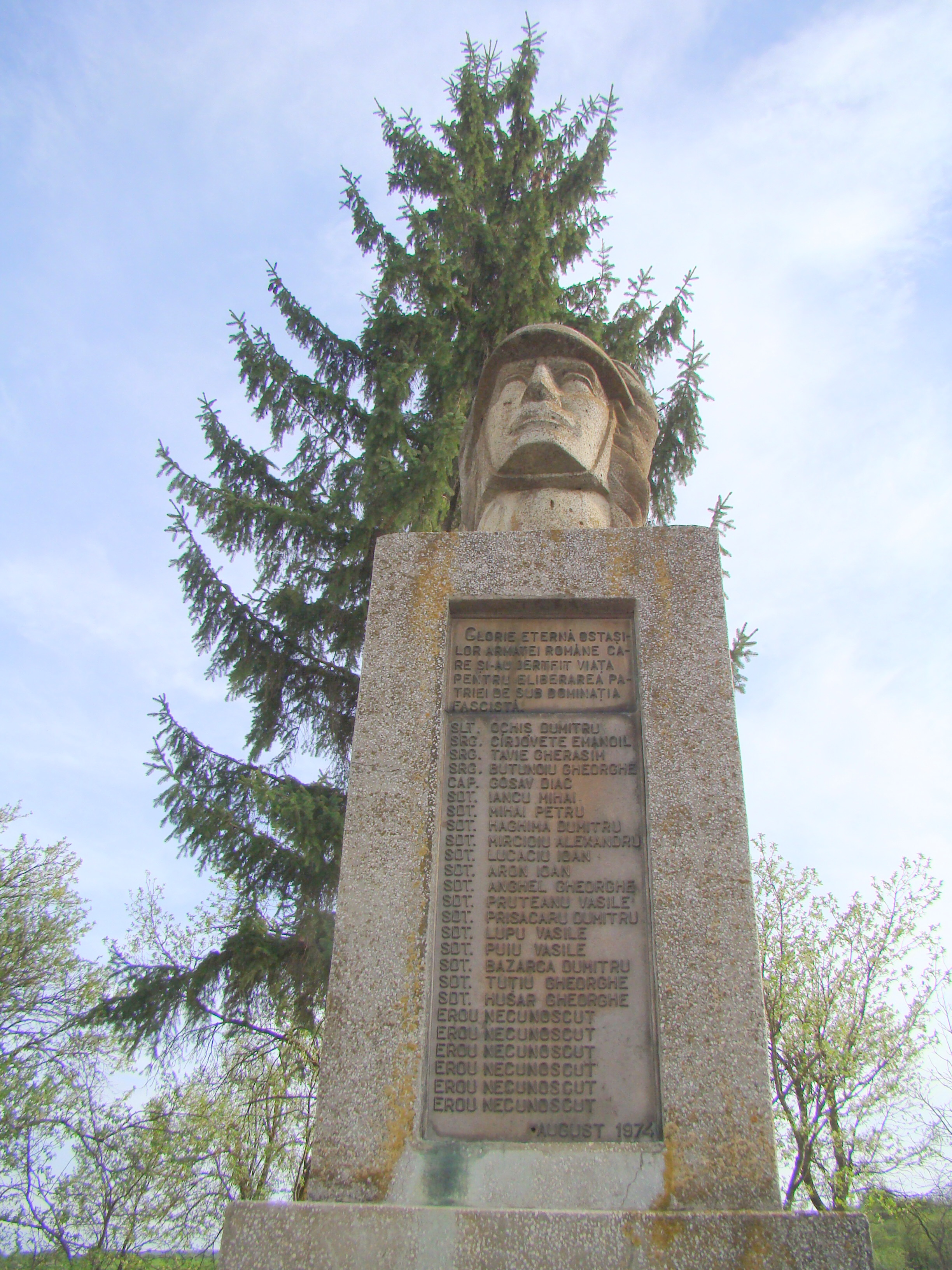
Monumentul eroilor
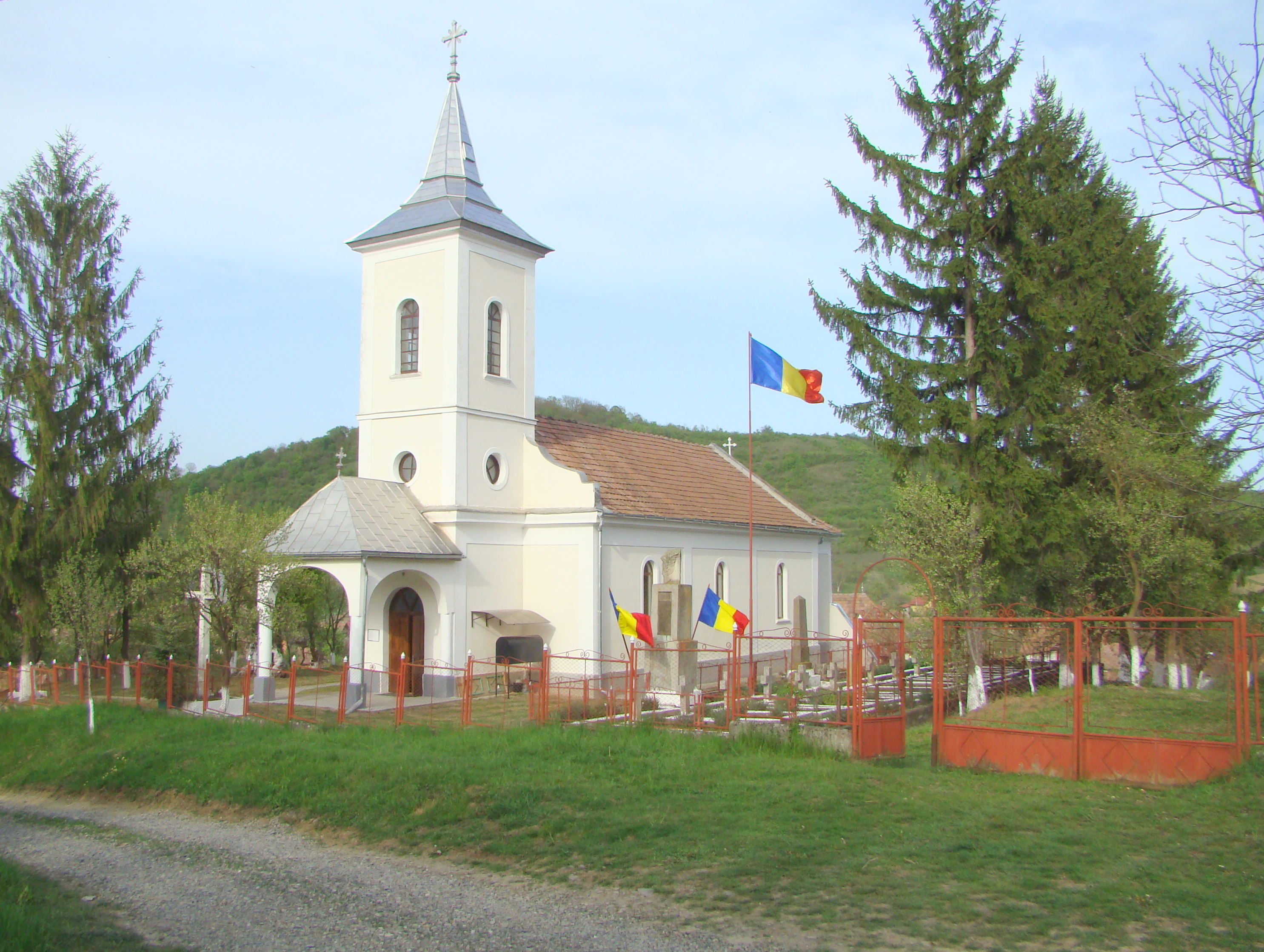
Biserica ortodoxă „Sfinții Arhangheli Mihail și Gavriil” (1908)
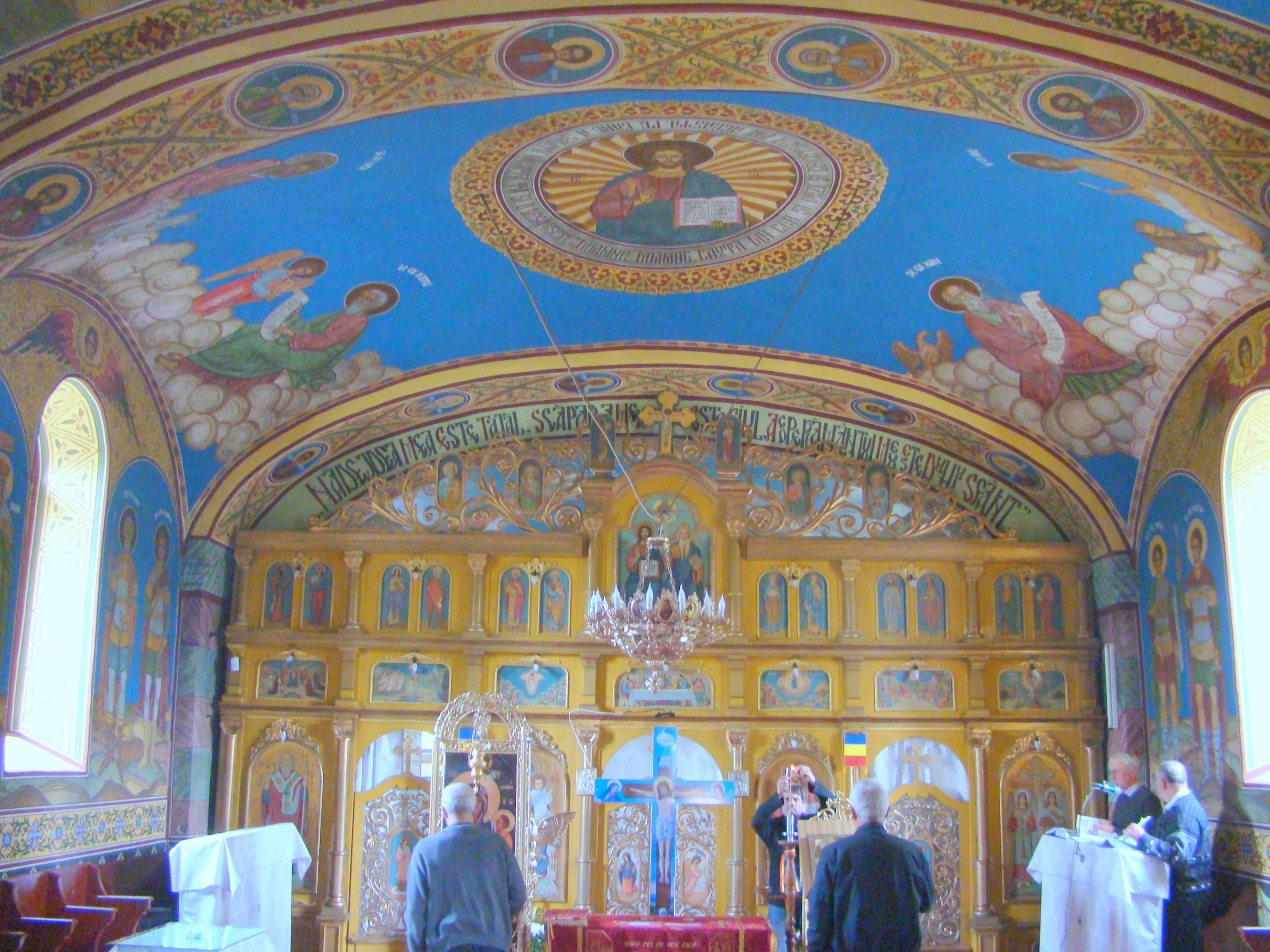
Biserica ortodoxă (iconostasul)
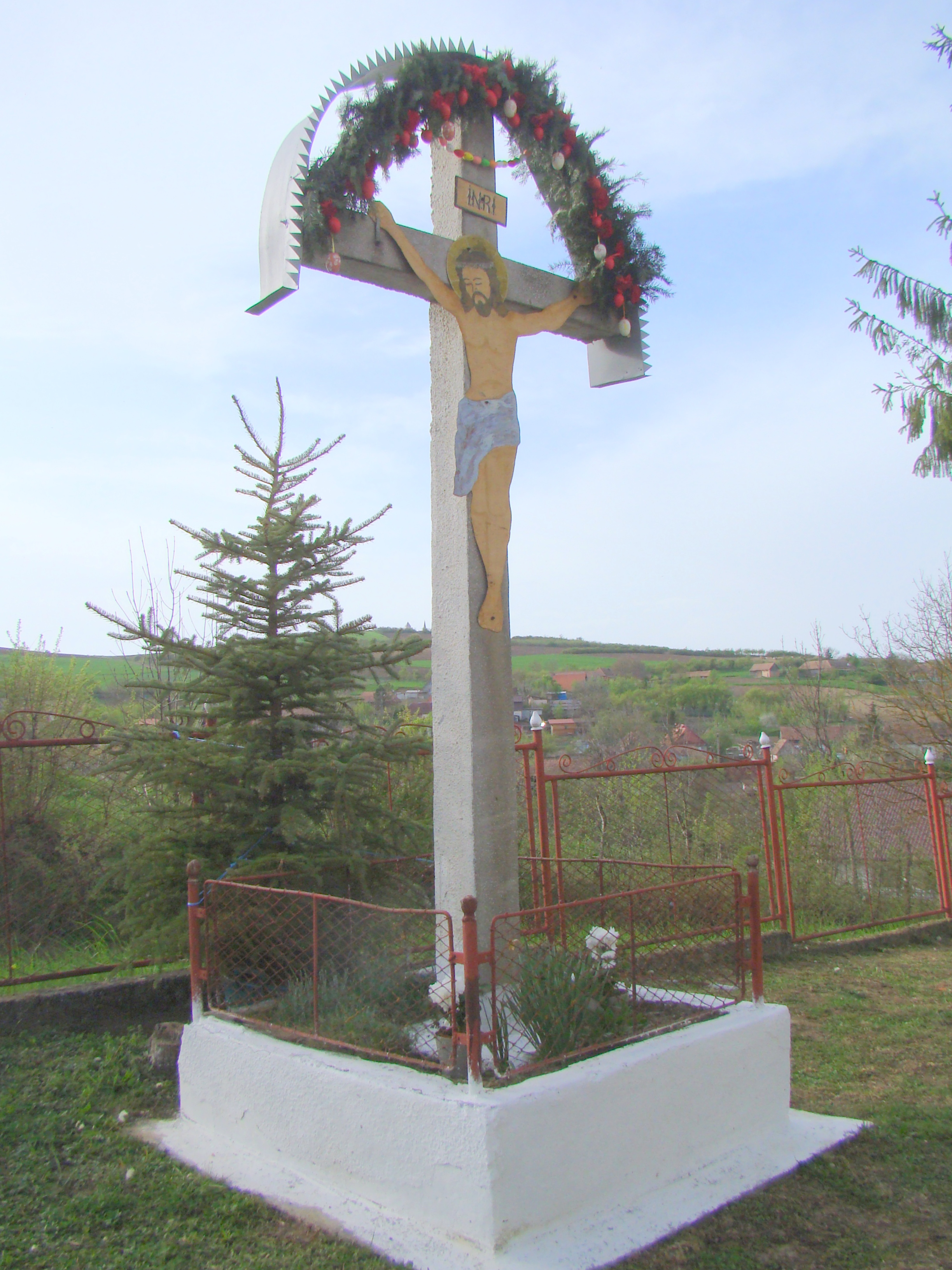
Troița din fața bisericii ortodoxe
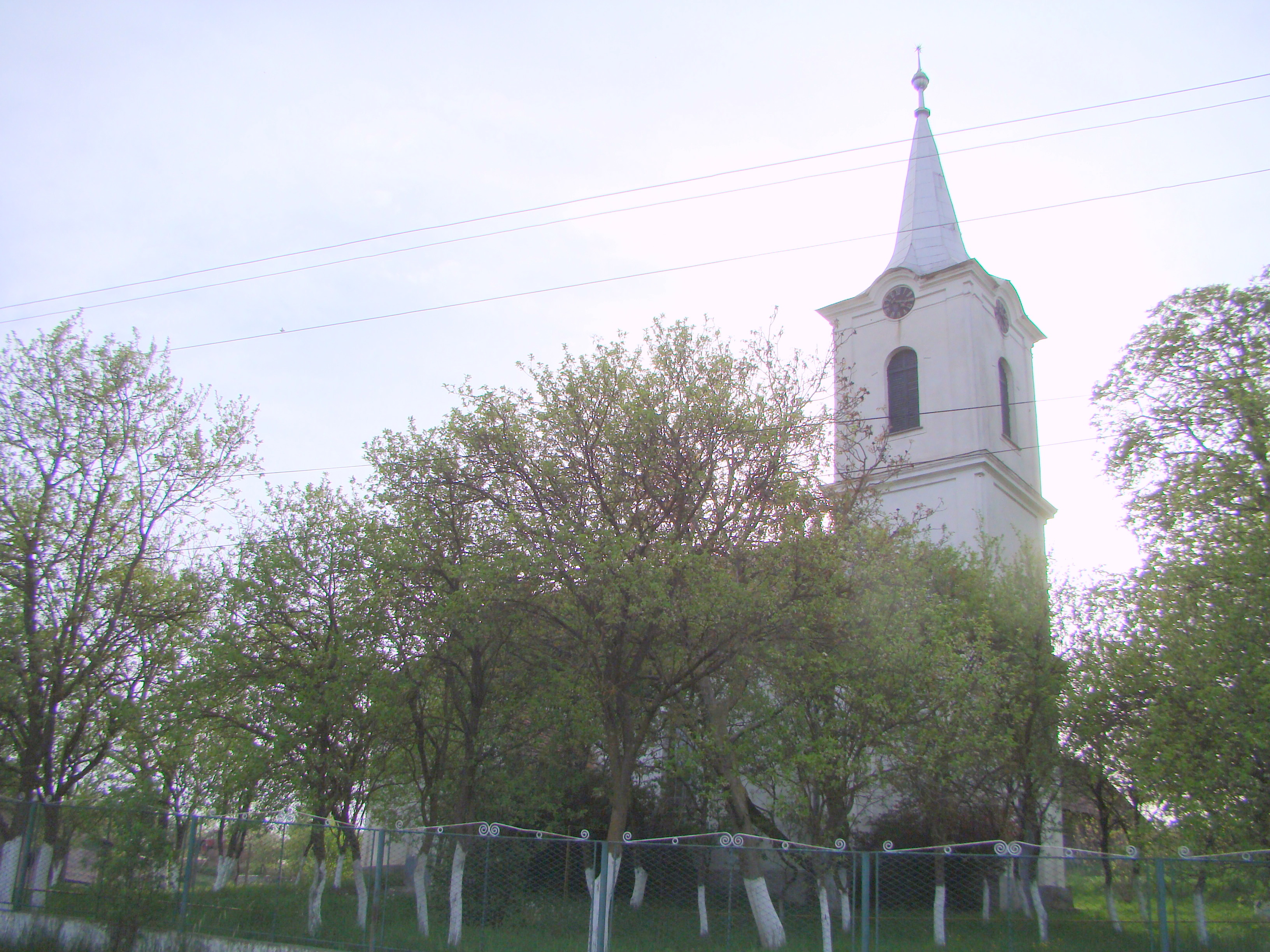
Biserica reformată (1904)
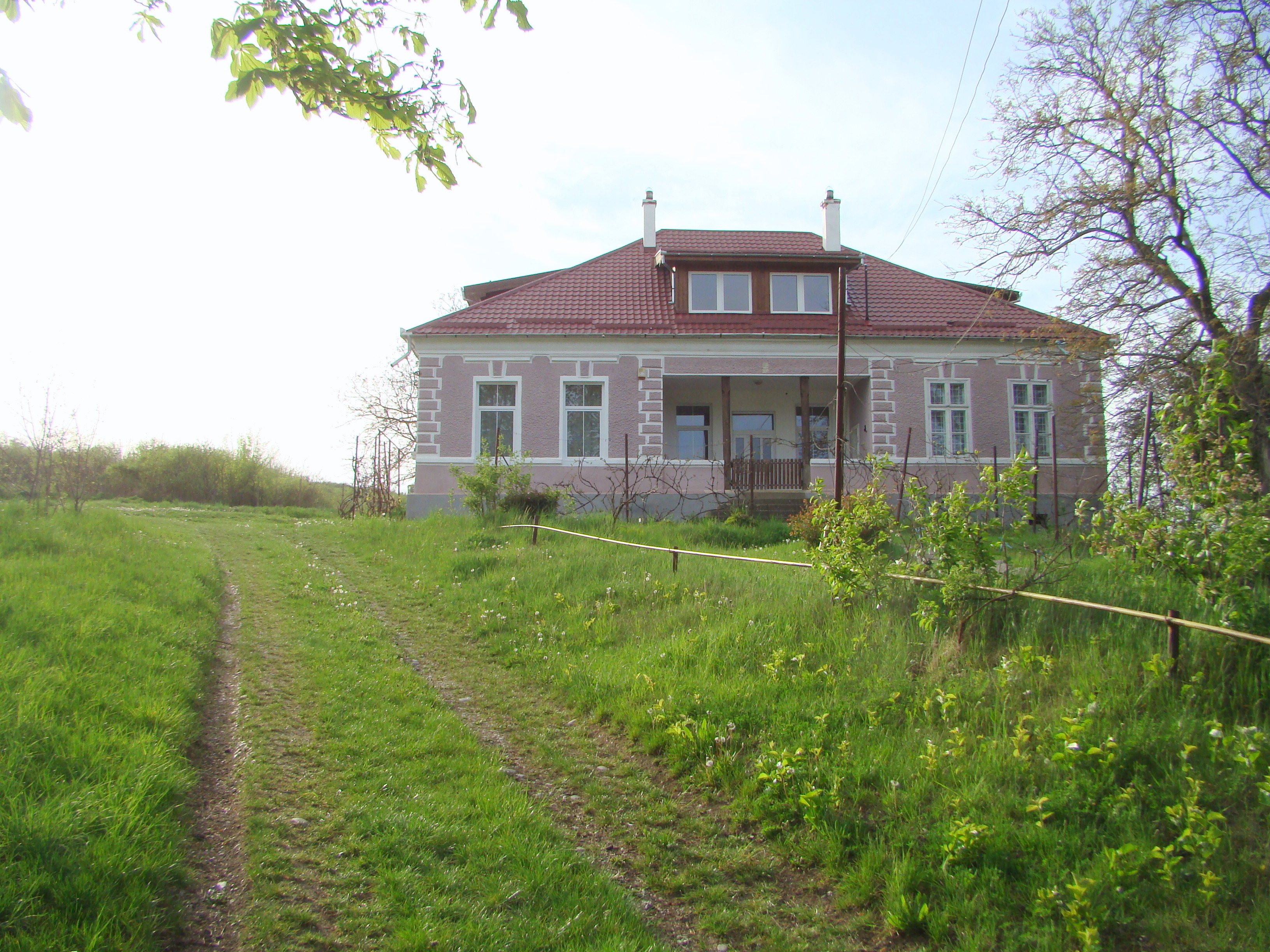
Casa parohială reformată
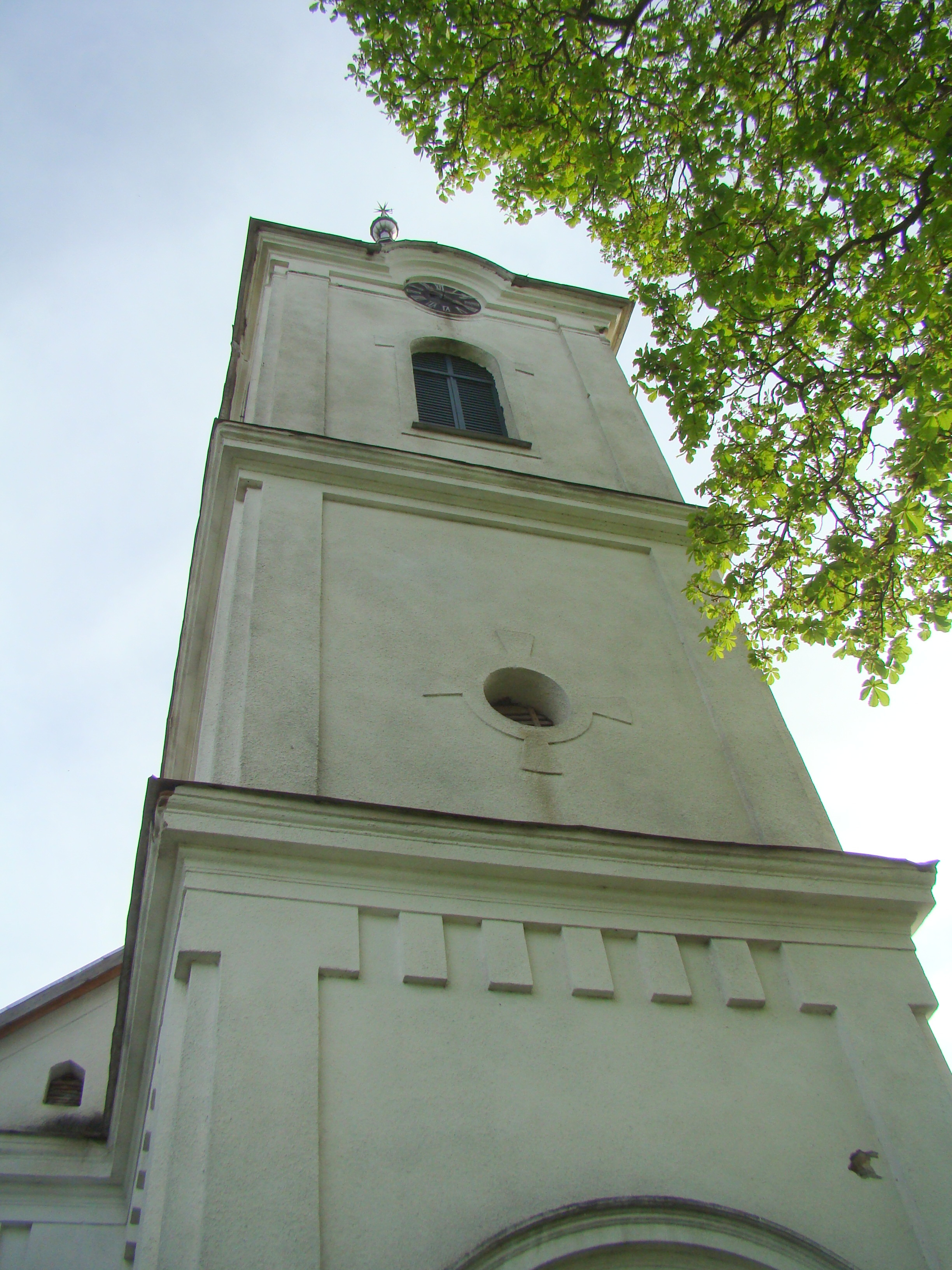
Turnul bisericii reformate
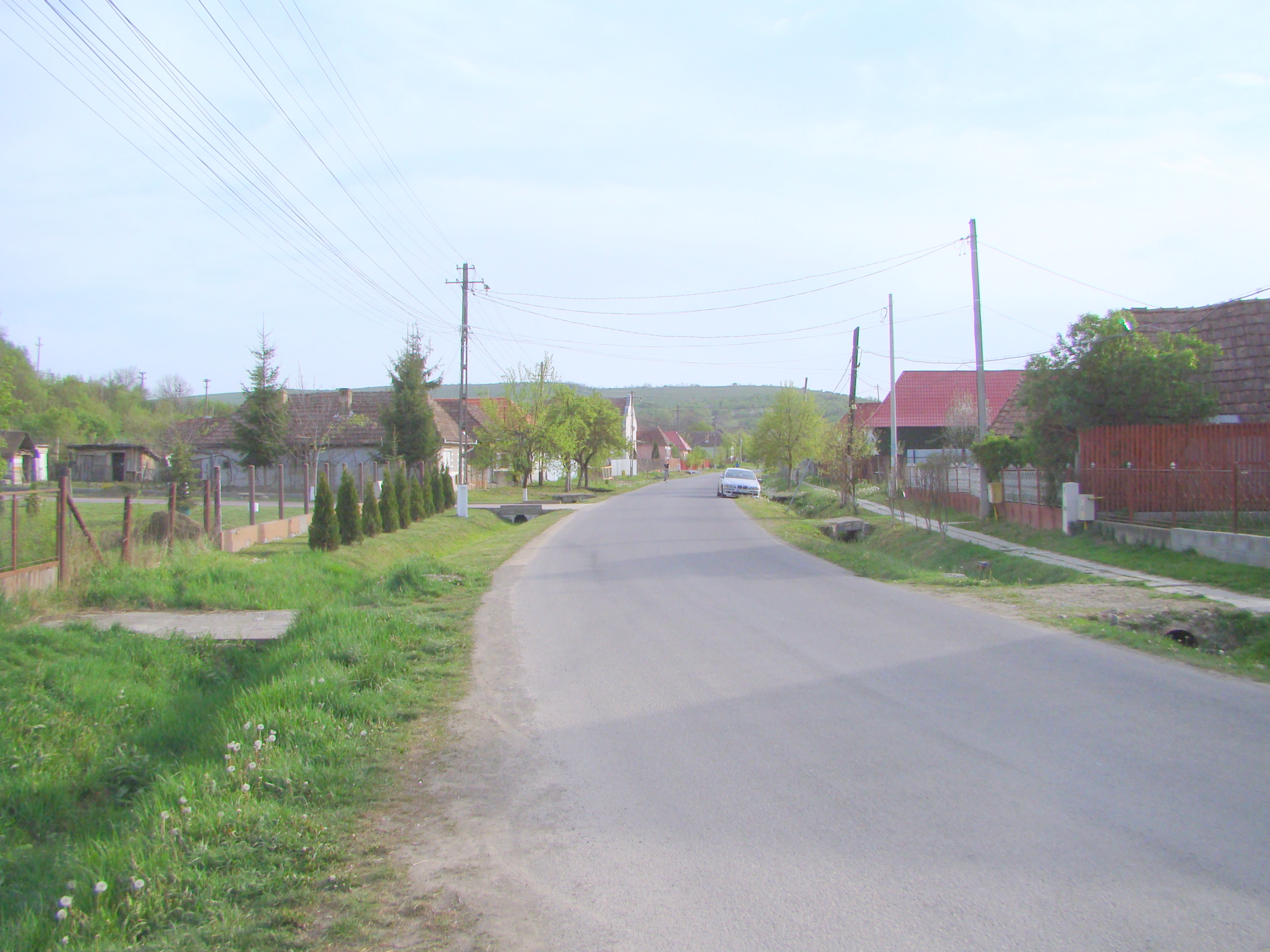